# Marlen Reusser
Marlen Reusser (ur. 20 września 1991 w Jegenstorfie) – szwajcarska kolarka szosowa. Wicemistrzyni olimpijska w jeździe indywidualnej na czas (2020) oraz wielokrotna medalistka mistrzostw świata i Europy.

## Kariera
Pierwszy sukces w karierze osiągnęła w 2019 roku, kiedy zdobyła złoty medal w indywidualnej jeździe na czas podczas igrzysk europejskich w Mińsku. Na mistrzostwach świata w Imola w 2020 roku zdobyła srebrny medal w tej samej konkurencji, przegrywając tylko z Holenderką Anną van der Breggen. Wynik ten powtórzyła podczas mistrzostw świata w Leuven rok później, plasując się za kolejną Holenderką - Ellen van Dijk. Dwa miesiące wcześniej zdobyła srebrny medal na igrzyskach olimpijskich w Tokio, przegrywając tylko z Annemiek van Vleuten z Holandii. Następnie zdobyła złoty w drużynowej jeździe na czas i brązowy indywidualnie podczas mistrzostw świata w Wollongong w 2022 roku. Ponadto była druga w klasyfikacji generalnej Holland Ladies Tour oraz Madrid Challenge by la Vuelta w 2021 roku.